# Opération Mo

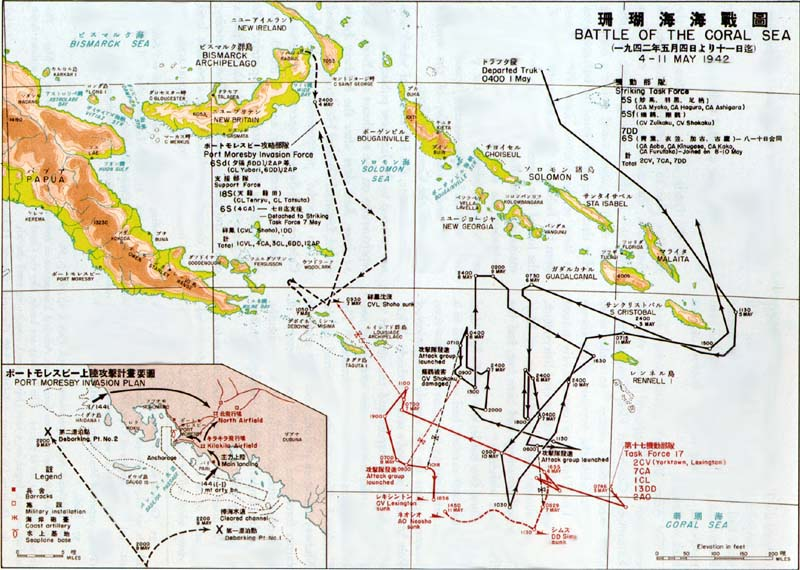
Carte de l'opération et de la bataille de la mer de Corail.

L’opération Mo (MO作戦, Mo Sakusen) est le nom d'un plan japonais, sur le théâtre du Pacifique lors de la Seconde Guerre mondiale, pour s'emparer des territoires de la Papouasie et de la Nouvelle-Guinée et des îles Salomon, avec comme objectif final un débarquement amphibie sur Port Moresby.
Le plan a été élaboré par la Marine impériale japonaise et soutenu par l'amiral Yamamoto, commandant en chef de la Flotte combinée.
Lancée le 3 mai 1942, l'opération fut perturbée par la bataille de la mer de Corail, déclenchée au même moment, n'aboutit qu'à l'occupation terrestre des îles Tulagi, Gavutu et Tanambogo et ne put ouvrir la voie à l'opération FS.